# Waisea Nayacalevu

a Compétitions nationales et continentales officielles uniquement.

b Matchs officiels uniquement.
Dernière mise à jour le 1er novembre 2023.
Waisea Nayacalevu dit Waisea, né le 26 juin 1990, est un joueur international fidjien de rugby à XV qui joue au poste d'ailier ou de centre aux Sale Sharks depuis 2024.

## Biographie
Jeune joueur très véloce et puissant, il se distingue tout d'abord à Melbourne, en Australie, et en sélection des Fidji à 7. En 2012, ses performances suscitent l'attention des dirigeants du Stade français qui le recrutent et en font un titulaire au sein de l'équipe parisienne, où ses qualités de perforateur sont très appréciées. La même année, il connaît sa première sélection avec l'équipe fidjienne de Rugby à XV contre le Japon. Son frère cadet, Avenisi Vasuinubu passé par le centre de formation de l'Union Bordeaux Bègles et Colomiers, le rejoindra à Paris à partir de la saison 2015-2016.
Il est sacré champion de France avec le Stade français Paris rugby lors de la saison 2014-2015.
En mai 2017, il est sélectionné dans le groupe des Barbarians par Vern Cotter pour affronter l'Angleterre, le 28 mai à Twickenham puis l'Ulster à Belfast le 1er juin. Il n'est pas utilisé lors du premier match mais est titularisé pour le second. Il marque un essai et les Baa-Baas parviennent à s'imposer 43 à 28 à Belfast. Cette même année, il est le meilleur marqueur d'essais du Top 14 avec 14 réalisations.
À l'issue de la saison 2021-2022, il nommé dans l'équipe type de Top 14 de la saison. 
Il rejoint ensuite le RC Toulon à partir de la saison suivante, en 2022-2023, où il s'engage pour deux ans et une année en option,. Dès sa première saison au RCT, il atteint la finale de la Challenge Cup. Pour cette rencontre face aux Glasgow Warriors, il est titularisé au poste de centre accompagné par Duncan Paia'aua et son équipe l'emporte sur le score de 43 à 19,. Il remporte ainsi cette compétition pour la deuxième fois de sa carrière après 2017 avec le Stade français. 

### En sélection nationale
Il a honoré sa première cape internationale en équipe des Fidji contre le Japon.

## Affaire
En juillet 2017, une plainte pour violence volontaire et agression sexuelle est déposée à son encontre alors qu'il sortait d'une boite de nuit ivre . Il est finalement condamné à 120 heures de travaux d'intérêt général (TIG) pour violences en état d'ivresse et doit verser 400 euros à la victime, peine qui lui permet d'éviter les six mois de prisons avec sursis requis et de rester dans son club, contrairement à son compère Josaia Raisuqe jugé en même temps que lui.

## Palmarès

Waisea Nayacalevu avec le trophée du Challenge européen en 2017, lors de sa présentation au stade Jean-Bouin deux jours après la finale.

### En club
- Stade français
  - Vainqueur du Championnat de France en 2015
  - Vainqueur du Challenge européen en 2017
- RC Toulon
  - Vainqueur du Challenge européen en 2023

### En sélection nationale
- Fidji à sept
  - Vainqueur du Tournoi de Londres en 2012
  - Vainqueur du Tournoi de Hong Kong en 2012